# دون نيكولز
دون نيكولز (بالإنجليزية: Don Nichols)‏ هو مهندس أمريكي، ولد في 23 نوفمبر 1924، وتوفي في 21 أغسطس 2017.